# Leo Stoops
Leo Stoops (Antwerpen, 10 september 1949) is een voormalig Vlaams journalist en nieuwsanker.

## Levensloop
Hij studeerde rechten aan de Katholieke Universiteit Leuven. Na zijn studies ondernam hij grote reizen, onder andere naar Afrika en Oost-Europa.
Hij was een korte tijd advocaat op een Leuvens kantoor, maar koos voor een mediacarrière. Hij begon als freelance medewerker van het toeristische magazine De postiljon op de BRT 1. In 1977 slaagde hij, onder andere samen met Martine Tanghe en Paul Jambers, voor het journalistenexamen van de BRT, en ging voor de televisienieuwsdienst werken. Daar presenteerde hij  Het Journaal, werkte als verslaggever en was ook eindredacteur.

## Juridische cel
Medio jaren 90, naar aanleiding van de zaak-Dutroux, richtte hij een gerechtelijke cel binnen de nieuwsredactie op, waarvan hij tot zijn pensioen deel uitmaakte.
Begin september 2009 werd bij Stoops longkanker vastgesteld. Hij werd geopereerd en was enkele maanden niet meer te zien op televisie vanwege de revalidatie.
Op 1 april 2013 ging Stoops met pensioen. In januari 2014 speelde hij mee in de VIER-politieserie Vermist V.
Stoops woont in Zoersel.